# Liste des ministres chypriotes de l'Intérieur
 (février 2021).
Si vous disposez d'ouvrages ou d'articles de référence ou si vous connaissez des sites web de qualité traitant du thème abordé ici, merci de compléter l'article en donnant les références utiles à sa vérifiabilité et en les liant à la section « Notes et références ».
Cet article présente la liste des ministres chypriotes de l'Intérieur depuis 1960.
Le titulaire actuel est Konstantínos Ioánnou.

## Liste des ministres
| Ministre             | Ministre            | Ministre              | Intitulé                | Parti               | Début               | Fin                 | Gouvernement                   |                     |
| Tássos Papadópoulos  | Tássos Papadópoulos | Tássos Papadópoulos   | Tássos Papadópoulos     | Tássos Papadópoulos | Tássos Papadópoulos | Tássos Papadópoulos | Tássos Papadópoulos            | Tássos Papadópoulos |
| -------------------- | ------------------- | --------------------- | ----------------------- | ------------------- | ------------------- | ------------------- | ------------------------------ | ------------------- |
|                      |                     | Andréas Khrístou      | Ministre de l'Intérieur | AKEL                | 3 mars 2003         | 7 septembre 2006    | Papadópoulos                   |                     |
|                      |                     | Neoklís Sylikiótis    | Ministre de l'Intérieur | AKEL                | 8 septembre 2006    | 15 juillet 2007     | Papadópoulos                   |                     |
|                      |                     | Khrístos Patsalídes   | Ministre de l'Intérieur | Sans                | 16 juillet 2007     | 29 février 2008     | Papadópoulos                   |                     |
| Dimítris Khristófias |                     |                       |                         |                     |                     |                     |                                |                     |
|                      |                     | Neoklís Sylikiótis    | Ministre de l'Intérieur | AKEL                | 1er mars 2008       | 30 mars 2012        | Khristófias                    |                     |
|                      |                     | Eléni Mávrou          | Ministre de l'Intérieur | AKEL                | 1er avril 2012      | 28 février 2013     | Khristófias                    |                     |
| Níkos Anastasiádis   |                     |                       |                         |                     |                     |                     |                                |                     |
|                      |                     | Socrátis Khásikos     | Ministre de l'Intérieur | DISY                | 1er mars 2013       | 10 mai 2017         | Anastasiádis I                 |                     |
|                      |                     | Konstantínos Petrídis | Ministre de l'Intérieur | DISY                | 11 mai 2017         | 3 décembre 2019     | Anastasiádis I Anastasiádis II |                     |
|                      |                     | Níkos Nourís          | Ministre de l'Intérieur | DISY                | 3 décembre 2019     | 28 février 2023     | Anastasiádis II                |                     |
|                      |                     | Konstantínos Ioánnou  | Ministre de l'Intérieur | DISY                | 1er mars 2023       | En fonction         | Christodoulídis                |                     |